# Placówka Straży Celnej „Zaleszczyki”

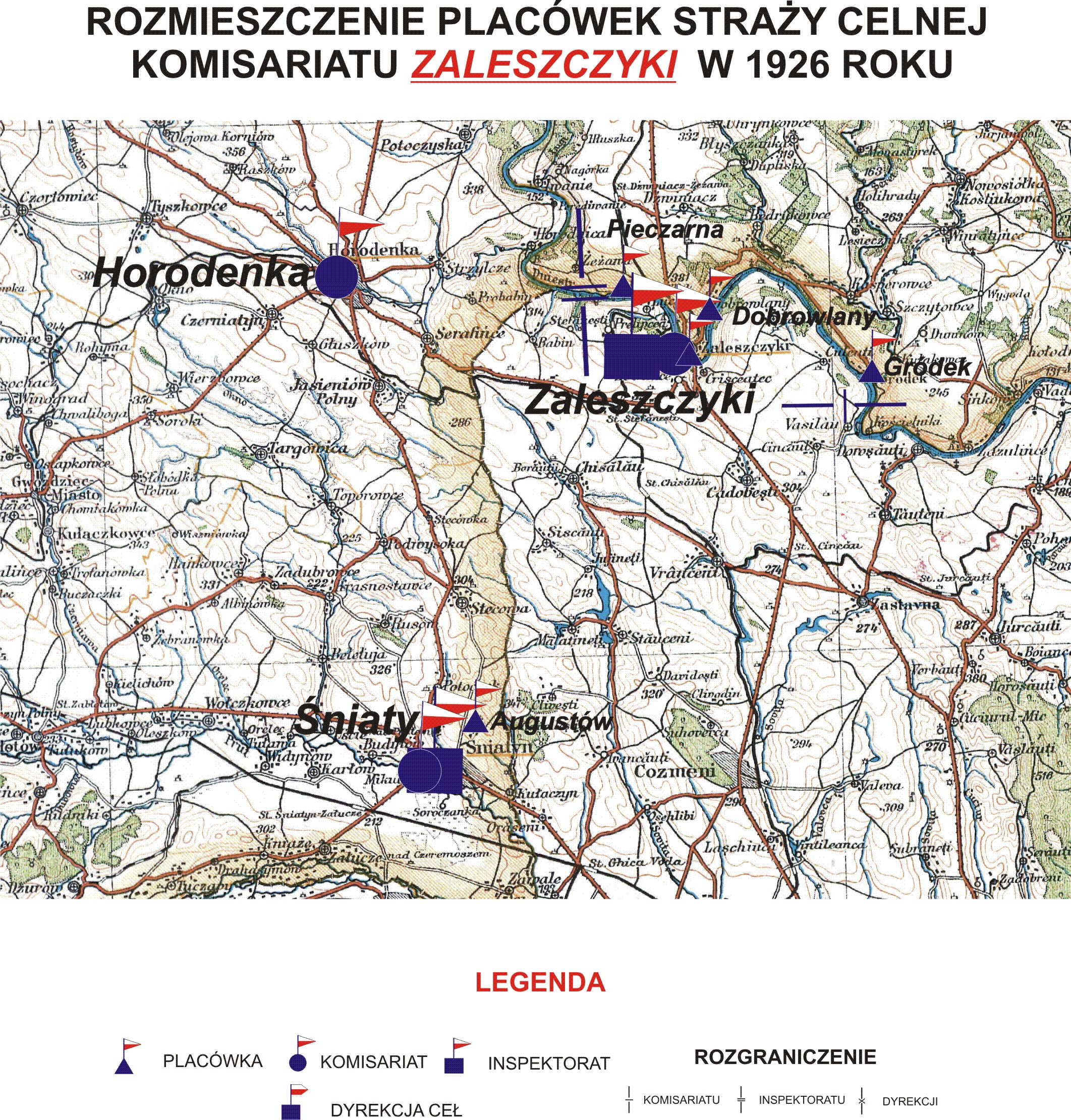
Rozmieszczenie placówek SC komisariatu "Zaleszczyki" w 1926 r.

Placówka Straży Celnej „Zaleszczyki” – jednostka organizacyjna Straży Celnej pełniąca w okresie międzywojennym służbę ochronną na granicy polsko-rumuńskiej.

## Formowanie i zmiany organizacyjne
Na wniosek Ministerstwa Skarbu, uchwałą z 10 marca 1920 roku, powołano do życia Straż Celną. Jednostki Straży Celnej rozpoczęły przejmowanie odcinków granicy od pododdziałów Batalionów Celnych. W 1922 roku w Zaleszczykach stacjonował sztab 2 kompanii 22 batalionu celnego. Kompania wystawiała między innymi placówkę w Zaleszczykach. Proces tworzenia Straży Celnej trwał do końca 1922 roku. Placówka Straży Celnej „Zaleszczyki” weszła w podporządkowanie komisariatu Straży Celnej „Zaleszczyki” z Inspektoratu SC „Zaleszczyki”.
W drugiej połowie 1927 roku przystąpiono do gruntownej reorganizacji Straży Celnej. W praktyce skutkowało to rozwiązaniem tej formacji granicznej. Ochronę północnej, zachodniej i południowej granicy państwa przejęła powołana z dniem 2 kwietnia 1928 roku Straż Graniczna. W strukturach nowo powstałej formacji placówki „Zaleszczyki” nie odtworzono.
Jeszcze wcześniej, z dniem 1 listopada 1927 roku Inspektorat Straży Celnej „Zaleszczyki”, w tym komisariat SC „Zaleszczyki” został rozwiązany, a  rejon odpowiedzialności komisariatu został przekazany pododdziałom Korpusu Ochrony Pogranicza .

## Funkcjonariusze placówki
Kierownicy placówki
| stopień            | imię i nazwisko, numer | okres pełnienia służby | kolejne stanowisko |
| ------------------ | ---------------------- | ---------------------- | ------------------ |
| starszy przodownik | Piotr Plejko (109)     | był w 1926             |                    |

Obsada personalna placówki w 1926:
- starszy przodownik Piotr Plejko (109)
- starszy strażnik Franciszek Szelowski (1554)
- starszy strażnik Szczepan Statnik (1486)
- starszy strażnik Stanisław Piątkowski (383)
- starszy strażnik Franciszek Przybylski (398)
- strażnik Jan Pasula (1439)
- strażnik Ignacy Samojedny (473)
- strażnik Paweł Stachak (1422)
- strażnik Kamil Lach (2124)